# Hyperlopha catenata
Hyperlopha catenata är en fjärilsart som beskrevs av Emilio Berio 1971. Hyperlopha catenata ingår i släktet Hyperlopha och familjen nattflyn. Inga underarter finns listade i Catalogue of Life.